# Slot (groupe)
Pour les articles homonymes, voir Slot.
Slot est un groupe de nu metal russe, originaire de Moscou. Il est formé en 2002 par l'auteur-compositeur-interprète Igor Lobanov et le guitariste Sergey Bogolyobskij.

## Biographie

### Débuts (2002–2006)
Le groupe est formé en 2002 par l'auteur-compositeur-interprète Igor Lobanov et le guitariste Sergey Bogolyobskij. En 2003, ils sortent leur premier album SLOT 1. Leur première vidéo ODNI (Одни) passe sur MTV et sur d'autres chaines de télévision pendant plus de six mois,. L'album se vend à plus de 10 000 exemplaires dans le monde. Malgré leur succès initial, Teona Dolnikova quitte le groupe en 2004 en raison de divergences musicales et de sa carrière solo. 
Uliana Elina (ru), gagnante dans la catégorie « meilleure voix » aux RAMP Awards en 2005, devient chanteuse de Slot entre 2004 et 2006. En collaboration avec Korn, Slot donne un concert à Saint-Pétersbourg, au Palais des glace et au MSA à Moscou en 2006. 
Le groupe est présenté sur de nombreuses bandes originales pour des films comme Day Watch, Pirate, Bumer et Hunting of Piranha. Ils participent également à des compilations telles que Nashestvie, Scang Fest, et Rock Watch. En été 2006, Slot ouvre leur page Myspace en raison des demandes constantes de fans à travers le monde. Dans le premier mois, le groupe avait reçu plus de 1 000 visites et plus de 20 000 écoutes sur Myspace. En automne 2006, le groupe sort son deuxième album studio 2 Voiny (2 войны), représenté par l'album du même nom. La vidéo de la chanson a été diffusée sur diverses chaînes de télévision nationales (MTV Russie (en), Muz-TV, A-One, O2TV et Music Box). L'album se vend à plus de 8 000 exemplaires dans les douze premières semaines de sa sortie. 

### DeTrinityàШестой(2007–2013)
En raison de l'énorme succès de leur deuxième album, le groupe est de nouveau nommé pour le prestigieux prix « RAMP » dans quatre catégories. Slot reçoit le plus de nominations en 2006 et gagne le hit de l'année. 2 Wars est réenregistré et réédité en 2007, avec leur nouvelle chanteuse Dariya Stavrovich. Ils tournent avec des groupes russes, comme Animal JazZ et The Dolphin. Ils jouent également avec des groupes de rock internationaux tels que Korn, Clawfinger, et Samael. 
En 2007, ils jouent aux Aria RAMP Awards. Le groupe entreprend une tournée de 50 dates dans la région de la Baltique, où plus de 50 000 fans venus les soutenir au printemps de 2007. En automne 2007, ils sortent leur troisième album très attendu Trinity (Тринити). Le premier clip de l'album est Мёртвые Звёзды. Le 19 septembre 2009, Slot sort leur quatrième album studio 4ever, qui attire l'attention de pays comme le Royaume-Uni, les États-Unis et le Canada. 
En mars 2010, Slot publie son tout premier single en anglais, Zerkala (Зеркала). Avec son clip à la fois en russe et en anglais le groupe veut trouver de nouveaux fans. En avril 2010, le groupe sort une ré-édition de Mirrors, avec en plus Dead Stars et My Angel en anglais. À la fin de 2010, ils sortent leur première compilation. En mars 2011, ils sortent le clip de Kill Me Baby One More Time, et annoncent un album en anglais nommé Break The Code pour l'automne 2011 avec leurs meilleurs titres en anglais.

### Septima(depuis 2014)

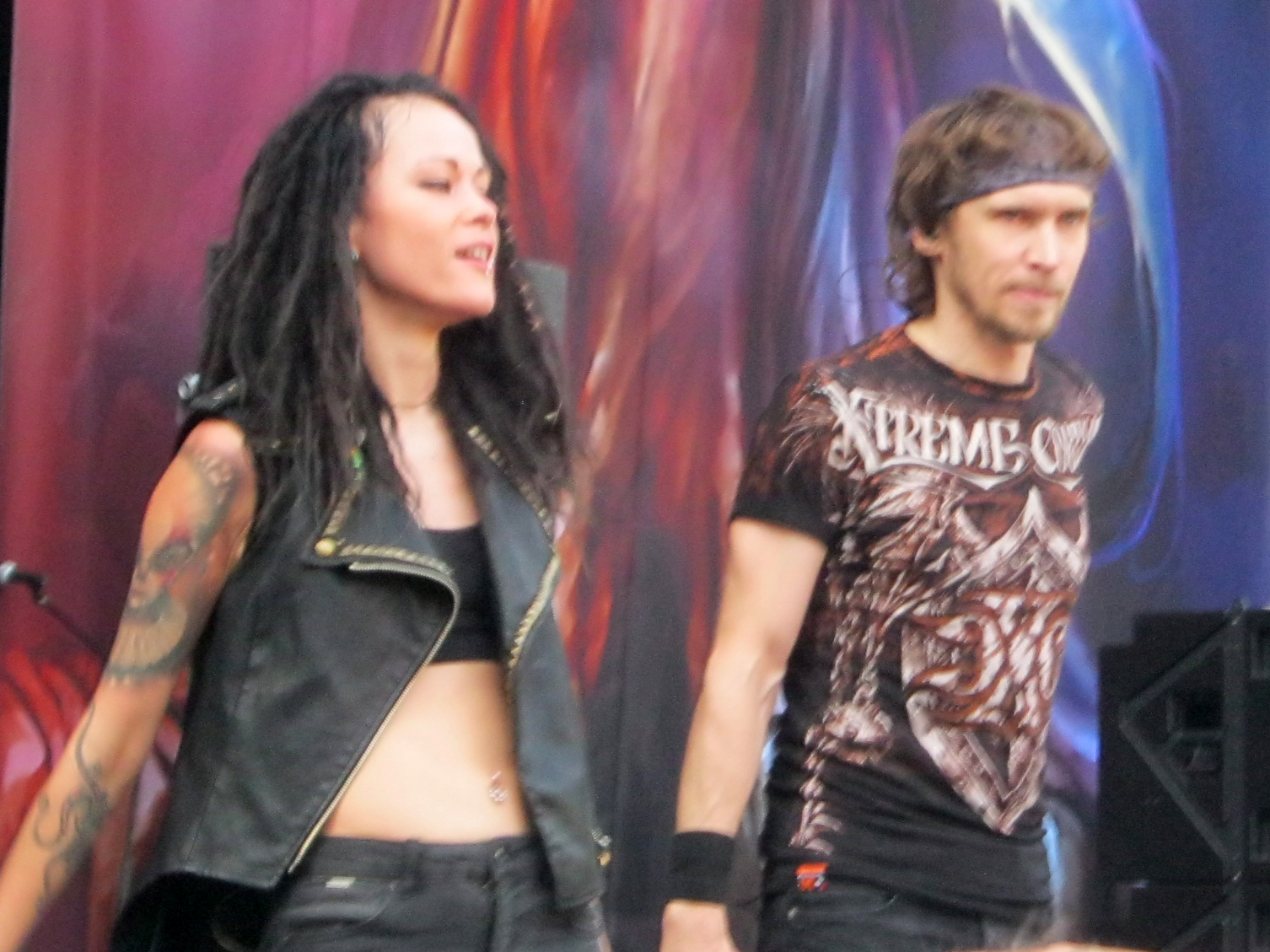
Nookie et Cache, au Ariafest, en 2016.

Au début de 2014, Slot publie l'album Шестой, financé par leurs soutiens. Le 18 avril 2014, Nookie est poignardée à de multiples reprises dans le cou lors d'une session d'autographes avec des fans dans un café à Saint-Pétersbourg. Elle est amenée aux urgences. Les médecins expliqueront que ses jours ne sont pas en danger,,,.
En juin 2016, le groupe publie son nouvel album, Septima,.

## Discographie

### Albums studio
- 2003 : Slot 1
- 2006 : 2 Voiny
- 2007 : 2 Voiny (Vocals Nookie)
- 2007 : Trinity
- 2009 : 4ever
- 2010 : The Best of...
- 2011 : Break the Code
- 2011 : F5
- 2013 : Шестой
- 2016 : Septima
- 2018: 200 кВт

### Albums Lives
- 2017: #Redlive

### Singles
- 2007 : Trinity
- 2007 : Mërtvye Zvëzdy
- 2008 : Oni Obili Kenny
- 2008 : 2X2
- 2009 : Anime
- 2010 : Lego
- 2010 : Mirrors-Zerkala
- 2011 : Kill Me Baby One More Time
- 2013 : Если
- 2013 : Поколено
- 2014 : Стёкла Революции
- 2015 : Сила Притяжения
- 2015 : Мочит как хочет!
- 2015 : Страх и агрессия
- 2018: Кукушка

## Vidéographie
- 2003 : Одни
- 2006 : 2 Войны
- 2007 : Мёртвые Звёзды
- 2008 : Они Убили Кенни
- 2009 : Ангел О.К.
- 2010 : Доска
- 2010 : Зеркала
- 2010 : Лего
- 2010 : Alone
- 2011 : Kill Me Baby One More Time
- 2011 : Сумерки
- 2012 : Одинокие Люди
- 2013 : Ангел или демон
- 2013 : Если
- 2014 : Просточеловек
- 2014 : БОЙ!
- 2015 : Мочит как Хочет!

## OST et compilations
- 2003 : Bumer (OST)
- 2003 : Nashestvie XIV (compilation)
- 2004 : SCANG FEST 3 (compilation)
- 2004 : Rock Maraphon (compilation)
- 2005 : RAMP 2005 (compilation)
- 2006 : Piranha Hunting (OST)
- 2006 : Russian Alternative (compilation)
- 2007 : Shadow Fight 2 (OST)
- 2014 : Ownership 18 (OST)